# Frickska ridhuset

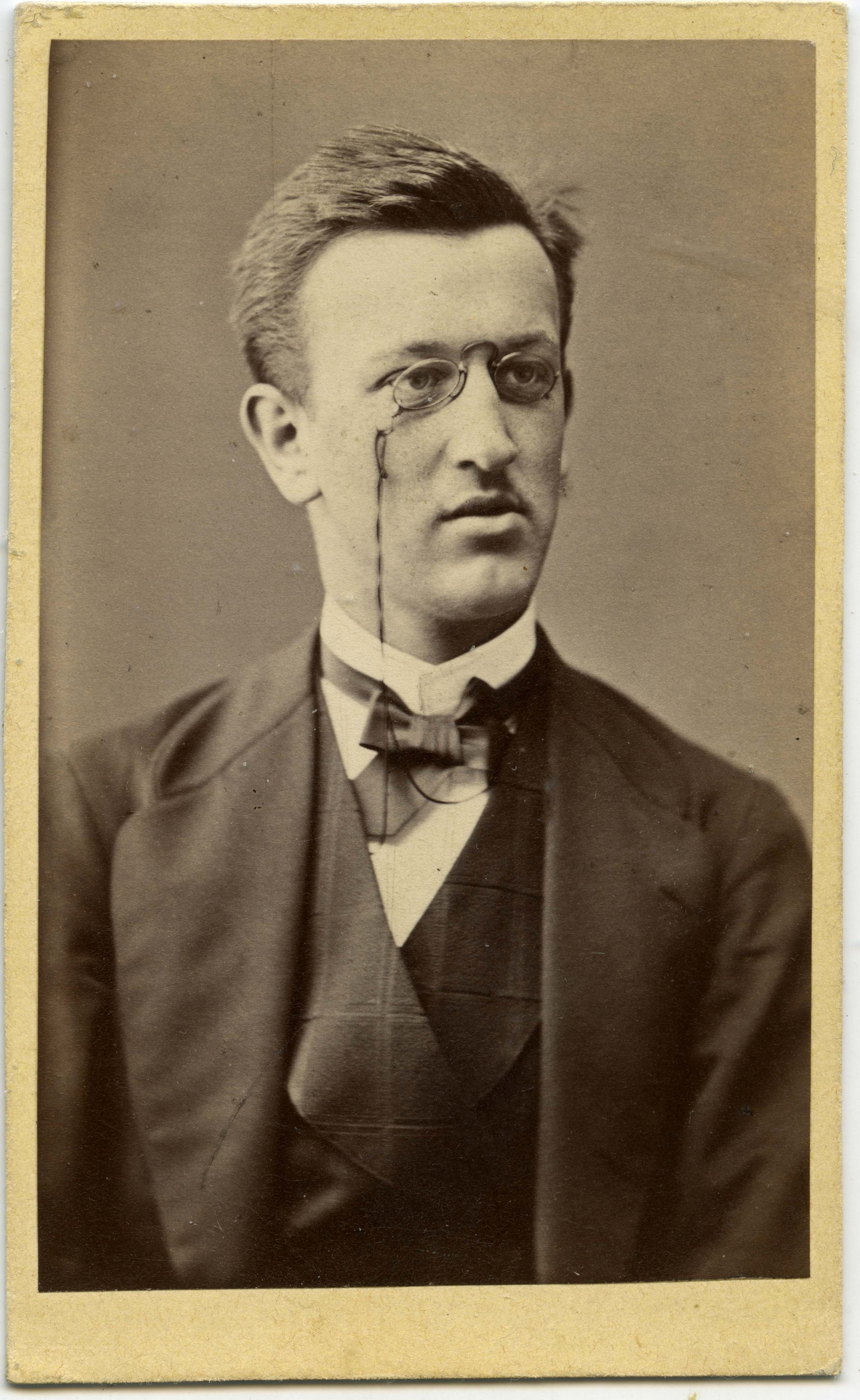
Rudolf Frick (1813-1905), grosshandlare och ombudsman i Städernas Bolag till försäkring av lösöresegendom, i Jönköping, 1870

Frickska ridhuset var en byggnad vid Fisktorget/Slottsgatan på Öster i Jönköping.
Frickska ridhuset köptes 1897 av Frälsningsarmén och blev dess högkvarter i Jönköping. Gudstjänster och annan verksamhet bedrevs där till 1958, då Frälsningsarmén flyttade  till ett nybyggt hus vid korsningen Västra Storgatan/Klostergatan. Det tidigare ridhuset revs under senare delen av 1900-talet i samband med uppförandet av Jönköpings läns museum. Omkring 2003 byggdes länsmuseet ut på platsen för det tidigare Frickska ridhuset och omvandlades Fisktorget till Museiparken.
Frickska ridhuset har sitt namn efter Rudolf Frick. Frick var grosshandlare och delägare i Lindkvistska handelsrörelsen samt ombudsman i Städernas Bolag till försäkring av lösöre, i Jönköping.